# Theonina
Theonina Simon, 1929 è un genere di ragni appartenente alla famiglia Linyphiidae.

## Distribuzione
Le tre specie oggi note di questo genere sono state rinvenute nella regione paleartica: la specie dall'areale più vasto è la T. cornix, reperita in varie località dell'Europa, della Russia e dell'Africa settentrionale.

## Tassonomia
Dal 2009 non sono stati esaminati esemplari di questo genere.
A dicembre 2012, si compone di tre specie:
- Theonina cornix (Simon, 1881)[3] — Europa, Africa settentrionale, Russia
- Theonina kratochvili Miller & Weiss, 1979 — dall'Europa Centrale alla Russia
- Theonina linyphioides (Denis, 1937) — Algeria

### Specie trasferite
- Theonina tricaudata Locket, 1982; trasferita al genere Theoa Saaristo, 1995[1].